# Searsboro
Searsboro es una ciudad ubicada en el condado de Poweshiek en el estado estadounidense de Iowa. En el Censo de 2010 tenía una población de 148 habitantes y una densidad poblacional de 127,27 personas por km².

## Geografía
Searsboro se encuentra ubicada en las coordenadas 41°34′45″N 92°42′15″O / 41.57917, -92.70417. Según la Oficina del Censo de los Estados Unidos, Searsboro tiene una superficie total de 1.16 km², de la cual 1.16 km² corresponden a tierra firme y (0%) 0 km² es agua.

## Demografía
Según el censo de 2010, había 148 personas residiendo en Searsboro. La densidad de población era de 127,27 hab./km². De los 148 habitantes, Searsboro estaba compuesto por el 99.32% blancos, el 0% eran afroamericanos, el 0% eran amerindios, el 0% eran asiáticos, el 0% eran isleños del Pacífico, el 0% eran de otras razas y el 0.68% pertenecían a dos o más razas. Del total de la población el 0% eran hispanos o latinos de cualquier raza.